# Air-India Express

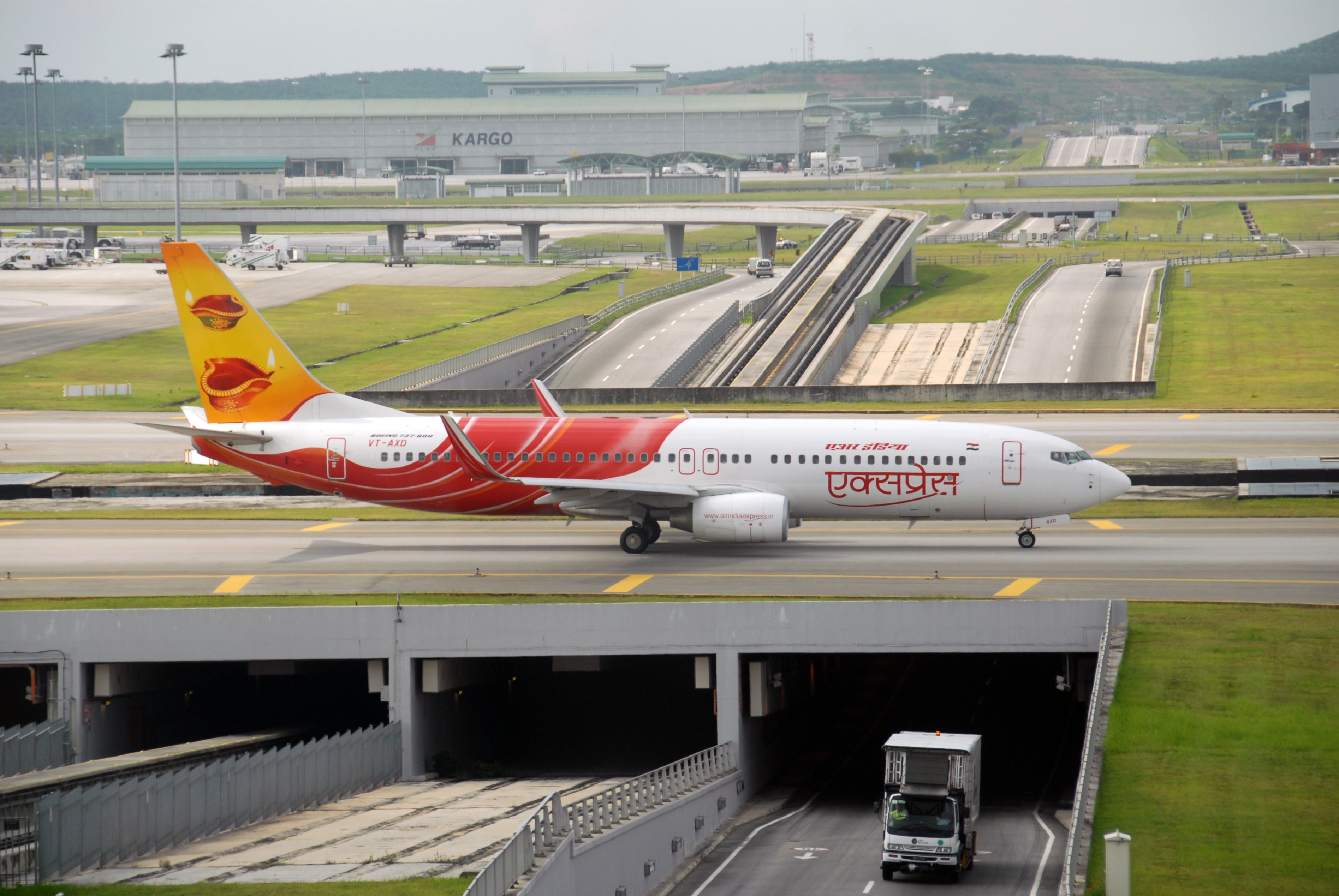
Boeing 737-800 авіакомпанії Air India Express в Міжнародному аеропорту Куала-Лумпур

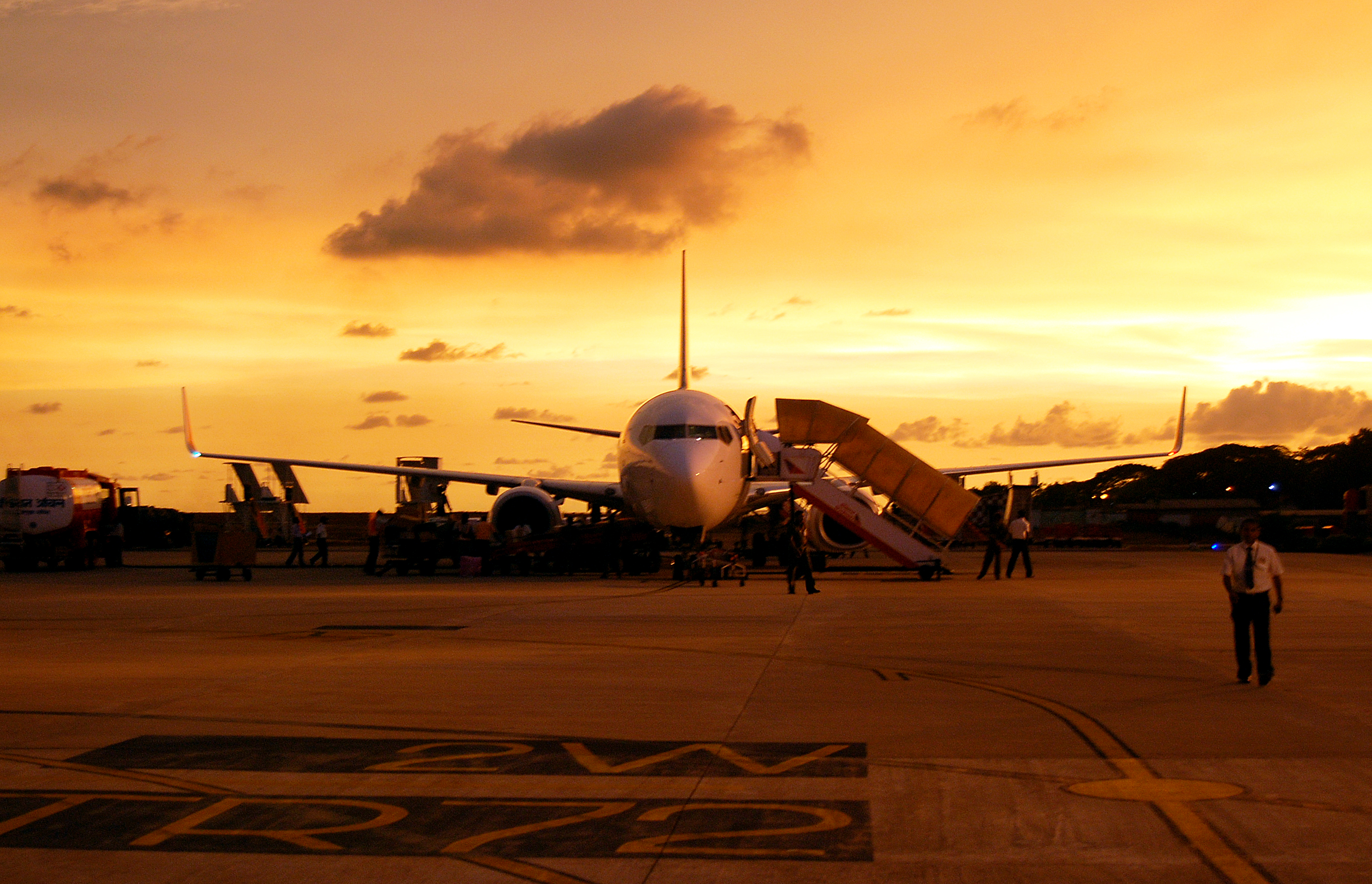
Boeing 737-800 авіакомпанії Air India Express в Міжнародному аеропорту Мангалор

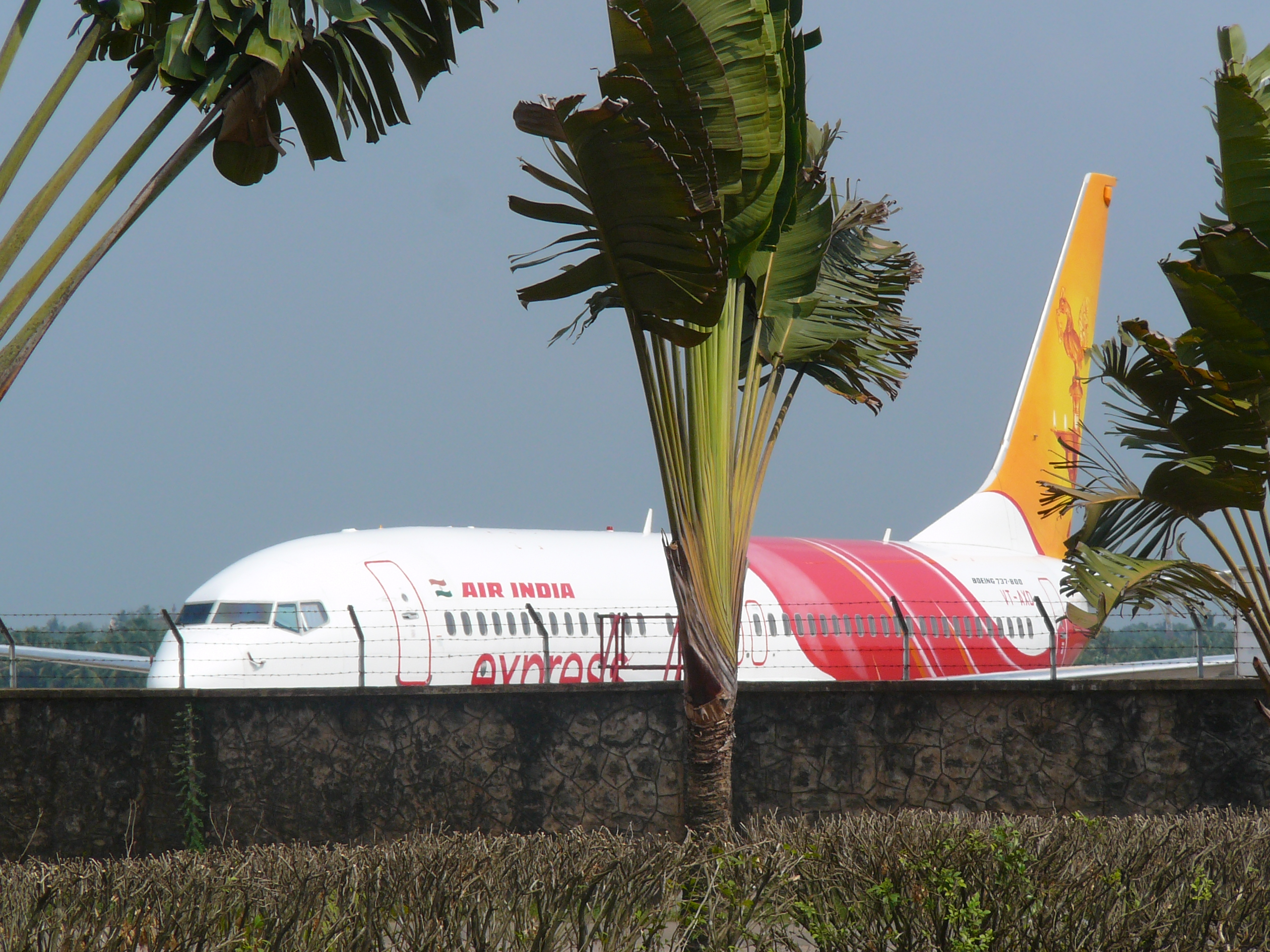
Boeing 737-800 Air India Express в Міжнародному аеропорту Кочін

Air India Express — індійська бюджетна авіакомпанія зі штаб-квартирою у місті Мумбаї, що працює на ринку пасажирських перевезень з аеропортів Індії в країни Близького Сходу та Південно-Східної Азії.
Air India Express є дочірньою структурою державної авіаційної корпорації National Aviation Company of India Limited, яка була утворена в результаті злиття двох флагманських авіаперевізників країни Air India і Indian Airlines.

## Історія
Авіакомпанія була заснована в травні 2004 року і почала операційну діяльність 29 квітня наступного року з регулярного рейсу з Тируванантапурама в Абу-Дабі. Першим літаком перевізника став лайнер Boeing 737-86Q, взятий в оренду у авіаційної лізингової компанії Boullioun Aviation Services. З подальшим поповненням повітряного парку керівництво авіакомпанії пов'язувало плани з розширення власної маршрутної мережі в аеропорти країни Європи і Америки.
На більшості своїх регулярних маршрутів Air India Express отримує хороші прибутки, проте останнім часом на ринок пасажирських перевезень між Індією та країнами Перської затоки вийшли серйозні конкуренти в особі бюджетних авіакомпаній Air Arabia, Jazeera Airways і JetLite.

## Маршрутна мережа
Станом на квітень 2010 року маршрутна мережа авіакомпанії Air India Express складалася з наступних пунктів призначення:

### Азія
- Бангладеш
  - Дакка — Міжнародний аеропорт Дакка
- Індія
  - Андхра-Прадеш
    - Хайдарабад — Міжнародний аеропорт імені Раджива Ганді

  - Делі
    - Міжнародний аеропорт імені Індіри Ганді

  - Карнатака
    - Мангалор — Міжнародний аеропорт Мангалор

  - Керала
    - Кочин — Міжнародний аеропорт Кочин хаб
    - Кожікоде — Міжнародний аеропорт Калікут хаб
    - Тируванантапурам — Міжнародний аеропорт Трівандрум хаб

  - Махараштра
    - Мумбаї — Міжнародний аеропорт імені Чатрапаті Шіваджи
    - Пуна — Міжнародний аеропорт Пуна

  - Пенджаб
    - Амрітсар — Міжнародний аеропорт Раджа Сансі

  - Раджастхан
    - Джайпур — Аеропорт Джайпур

  - Тамілнад
    - Ченнай — Міжнародний аеропорт Ченнай
    - Тіручирапаллі — Аеропорт Тіручирапаллі

  - Уттар-Прадеш
    - Лакхнау — Аеропорт імені Чоудхарі Чаран Сінгха

  - Західна Бенгалія
    - Калькутта — Міжнародний аеропорт імені Нетаджі Субхас Чандра Боса
- Шрі-Ланка
  - Коломбо — Міжнародний аеропорт імені Соломона Бандаранаїке
- Малайзія
  - Куала-Лумпур — Міжнародний аеропорт «Куала-Лумпур»
- Сингапур
  - Міжнародний аеропорт Чангі
- Таїланд
  - Бангкок — Аеропорт Суваннапум
- Бахрейн
  - Міжнародний аеропорт Бахрейн
- Кувейт
  - Міжнародний аеропорт Кувейт
- Оман
  - Маскат — Міжнародний аеропорт Маскат
  - Салала — Аеропорт Салала
- Катар
  - Доха — Міжнародний аеропорт Доха
- Об'єднані Арабські Емірати
  - Абу-Дабі — Міжнародний аеропорт Абу-Дабі
  - Аль-Айн — Міжнародний аеропорт Аль-Айн
  - Дубай — Міжнародний аеропорт Дубай
  - Шарджа — Міжнародний аеропорт Шарджа

## Флот
В травні 2023 року повітряний флот авіакомпанії Air India Express становили такі літаки:
Станом на травень 2023 року середній вік літаків авіакомпанії становив 12,2 року.

## Лівреї літаків

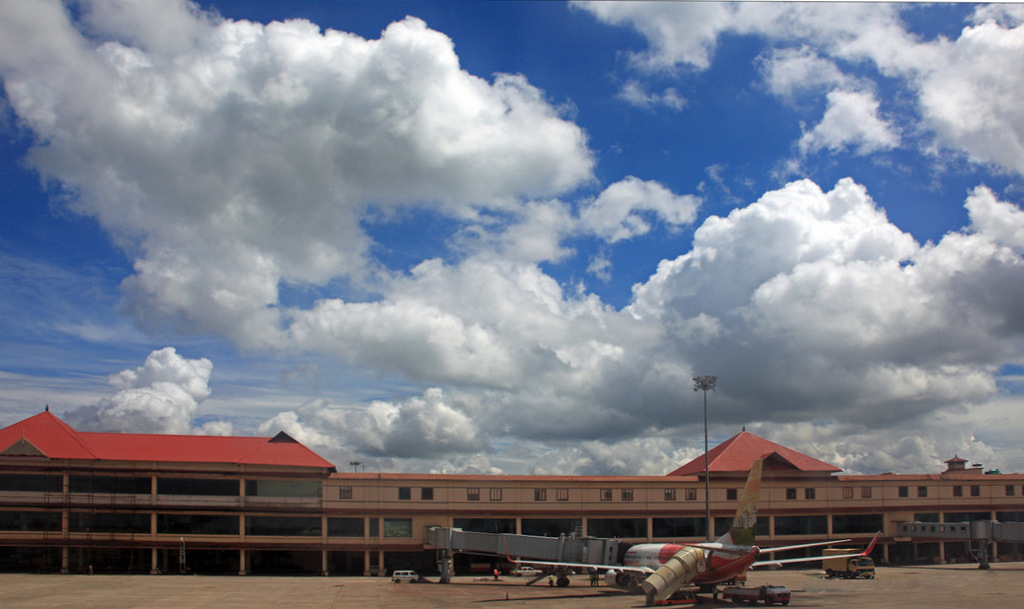
Boeing 737-800 авіакомпанії Air India Express в Міжнародному аеропорту Кочін

Хвостова частина кожного повітряного судна авіакомпанії Air India Express несе на собі унікальне зображення одного з аспектів історії Індії, її культури і традицій.
| Регистрационный номер | Слева на хвосте | Справа на хвосте            |                            |
| --------------------- | --------------- | --------------------------- | -------------------------- |
| 1                     | VT-AXA*         | слон на святі Тріссур Пурам | верблюд на ярмарці Пушкар  |
| 2                     | VT-AXB*         | Ранголі                     | індійський Повітряний змій |
| 3                     | VT-AXC*         | Ситара                      | Табла                      |
| 4                     | VT-AXD          | Нілавілаку (Каганець)       | Дія (масляна лампа)        |
| 5                     | VT-AXE          | танцюрист Катакалі          | танцюрист Бхаратанатьям    |
| 6                     | VT-AXF          | Храм Сонця в Конаркі        | Тадж Махал                 |
| 7                     | VT-AXG          | індійські дорогоцінності    | Сарі                       |
| 8                     | VT-AXH          | монумент Брама Індії        | арка Брама до Індії        |
| 9                     | VT-AXI          | Індійський розпис           | Індійський розпис          |
| 10                    | VT-AXJ          | цитадель Червоний форт      | цитадель Червоний форт     |
| 11                    | VT-AXM          | фортеця Мехрангарх          | палац в Майсуру            |
| 12                    | VT-AXN          | Хава-Махал                  | палац Уджджаянта           |
| 13                    | VT-AXP          | Індійський розпис           | Індійський розпис          |
| 14                    | VT-AXQ          | Кутб-Мінар                  | Янтар-Мантар               |
| 15                    | VT-AXR          | Гонка на човнах-зміях       | Каларіпаятту               |
| 16                    | VT-AXT          | індійський павич            | Розписний клювач           |
| 17                    | VT-AXU          | Біху                        | Гарба                      |
| 18                    | VT-AXV розбився | Меморіал Вікторії           | Храм сонця в Конарку       |
| 19                    | VT-AXW          | Санчі                       | Чармінар                   |
| 20                    | VT-AXX          | Гімалаї                     | морський пляж              |
| 21                    | VT-AXZ          | Озеро Дал                   | Пустеля Тар                |
| 22                    | VT-AYA          | Статуя слона в Еллорі       | Печери Аджанта             |
| 23                    | VT-AYB          | Білий тигр                  | Аксис                      |
| 24                    | VT-AYC          | індійська Шаль              | Патаола Сарі               |
| 25                    | VT-AYD          | Народний танець Нагаланд    | Танець Маніпурі            |

## Авіаподії і нещасні випадки
- 22 травня 2010 року, літак Boeing 737-800 (реєстраційний номер VT-AXV), що слідував рейсом 812 Міжнародний аеропорт Дубай-Міжнародний аеропорт Мангалор, розбився при здійсненні посадки в аеропорту призначення. Загинуло 152 осіб з 166, що знаходилися на борту.
- 5 вересня 2017 року літак рейсу 452, що летів з міжнародного аеропорту Абу-Дабі до міжнародного аеропорту Кочін, з'їхав зі злітно-посадкової смуги після приземлення в пункті призначення. Зі 108 пасажирів на борту ніхто не постраждав, літак було відремонтовано та повернуто до експлуатації[9].
- 2018 року літак рейсу 611 під час злету з аеропорту Тіручираппалл ударився хвостом об ЗПС, а також зачепив антену курсового маяка та огорожу аеропорту. Екіпаж, заспокоєний показаннями приладів, продовжив політ до Дубаї, але згодом отримав наказ приземлятися в Мумбайському аеропорту. Посадка пройшла без інцидентів, і вже на землі було виявлено, що літак отримав серйозні ушкодження. Його вдалося з великими фінансовими витратами відремонтувати[10]
- 7 серпня 2020 літак компанії здійснив аварійну посадку в аеропорту Кожикоде, в результаті чого загинуло щонайменше 15 осіб і було госпіталізовано 112[11].